# Immer wieder Fitz
Immer wieder Fitz (Originaltitel: Cracker) ist eine US-amerikanische Krimiserie, die auf der britischen Fernsehserie Für alle Fälle Fitz von Jimmy McGovern beruht. Die Adaption enthält 16 einstündige Episoden und spielt in der Küstenstadt Los Angeles. Die Hauptrolle spielt Robert Pastorelli als Polizeipsychologe Gerry „Fitz“ Fitzgerald. In einer weiteren Rolle ist der junge Josh Hartnett als Fitz’ Sohn Michael zu sehen.

## Handlung
Gerry „Fitz“ Fitzgerald ist ein unkonventioneller, aber brillanter Psychologe. Für seine Mitmenschen ist er unerträglich. Er ist laut, unhöflich und gänzlich unsympathisch. Um seine Rechnungen bezahlen zu können, hält er Vorlesungen und tritt in Radio-Shows auf. Er hilft dem Los Angeles Police Department in schwierigen Fällen. In seinem Privatleben hat er Schwierigkeiten mit seiner Frau Judith und seinem 17-jährigen Sohn Michael. Fitz hat ein Problem mit Spielsucht, Alkohol, Zigaretten und er hat regelmäßig außereheliche Affären.

## Produktion und Kritik
Die Serie war in den USA ein Misserfolg und fand kaum Beachtung. Kino.de beschrieb die Serie als „billigen Abklatsch“. „Mehr als mäßiges Remake der britischen Serie Für alle Fälle Fitz, in der Robbie Coltrane als problembeladener Psychologe brillierte. Als amerikanischer Fitz ist Robert Pastorelli zu sehen, der dem britischen Vorbild nie auch nur ansatzweise gerecht wurde. Fitz’ Sohn Michael wurde von Josh Hartnett dargestellt, der hier seine erste Rolle spielte und froh darüber sein dürfte, dass die Serie nicht über eine Staffel hinaus kam [sic!]“.